# Belvosia basalis
Belvosia basalis är en tvåvingeart som först beskrevs av Walker 1853.  Belvosia basalis ingår i släktet Belvosia och familjen parasitflugor. Inga underarter finns listade i Catalogue of Life.